# اندیس الهیار
الهیار یک اندیس مصالح ساختمانی است که در حوالی شهر زاویه استان تهران قرار دارد و مادهٔ معدنی موجود در آن، گرانیت است.